# صوت من الماضي (فلم)
صوت من الماضي فيلم مصري تم إنتاجه عام 1956 بطولة أحمد رمزي وايمان.

## قصة الفيلم
حمدي صبي صغير، توفيت أمه التي كان يحبها حبًا شديدًا، يفكر فيها ويتمثلها دائمًا، ثم يراها في حلم واضح كأنه الحقيقة، و تخبره بثلاث أمور: أنه سيتعرض لحادث تصادم في القطار عندما يبلغ الثالثة والعشرين من العمر، وأن أخته ستموت في يوم زفافها لضابط في الجيش، و أنه هو نفسه سيموت عندما يبلغ من العمر خمسة وعشرون عاماً.

## طاقم التمثيل
- إيمان
- أحمد رمزي(حمدي)
- أمينة رزق
- عبد الوارث عسر (أبو حمدي)
- نيللي مظلوم
- نادية الشناوي
- فاروق عجرمة
- فردوس محمد

## وصلات خارجية
مقالات تستعمل روابط فنية بلا صلة مع ويكي بيانات